# Patinage de vitesse sur piste courte aux Jeux olympiques de 2018 - 500 mètres hommes
Navigation
Sotchi 2014 Pékin 2022
L'épreuve masculine du 500 mètres de patinage de vitesse sur piste courte aux Jeux olympiques de 2018 a lieu les 20 février 2018 et 22 février 2018 au Palais des glaces de Gangneung.

## Médaillés
| Or                | Argent                        | Bronze                     |
| Wu Dajing (Chine) | Hwang Dae-heon (Corée du Sud) | Lim Hyo-jun (Corée du Sud) |

## Résultats

### Séries
Q — Qualifiée pour les quarts de finale
PEN — Pénalité
| Rang | Poule | Patineuse              | Pays          | Temps    | Notes |
| ---- | ----- | ---------------------- | ------------- | -------- | ----- |
| 1    | 1     | Wu Dajing              | Chine         | 40.264   | Q     |
| 2    | 1     | Bartosz Konopko        | Pologne       | 41.039   | Q     |
| 3    | 1     | Andy Jung              | Australie     | 1:03.137 |       |
| 4    | 1     | Thibaut Fauconnet      | France        | 1:04.756 |       |
| —    | 1     | Aaron Tran             | États-Unis    |          | PEN   |
| 1    | 2     | Samuel Girard          | Canada        | 40.493   | Q     |
| 2    | 2     | Roberts Zvejnieks      | Lettonie      | 40.563   | Q     |
| 3    | 2     | Yuri Confortola        | Italie        | 40.869   |       |
| 4    | 2     | Vladislav Bykanov      | Israël        | 47.177   |       |
| 1    | 3     | Seo Yi-ra              | Corée du Sud  | 40.438   | Q     |
| 2    | 3     | Dylan Hoogerwerf       | Pays-Bas      | 40.657   | Q     |
| 3    | 3     | Sébastien Lepape       | France        | 40.900   |       |
| 4    | 3     | Viktor Knoch           | Hongrie       | 1:06.040 |       |
| 1    | 4     | Lim Hyo-jun            | Corée du Sud  | 40.418   | Q     |
| 2    | 4     | Daan Breeuwsma         | Pays-Bas      | 40.806   | Q     |
| 3    | 4     | Denis Nikisha          | Kazakhstan    | 41.436   | ADV   |
| —    | 4     | Charles Hamelin        | Canada        |          | PEN   |
| 1    | 5     | Ren Ziwei              | Chine         | 40.294   | Q     |
| 2    | 5     | Aleksandr Shulginov    | Russie (OAR)  | 40.585   | Q     |
| 3    | 5     | Nurbergen Zhumagaziyev | Kazakhstan    | 40.748   | ADV   |
| —    | 5     | Sjinkie Knegt          | Pays-Bas      |          | PEN   |
| 1    | 6     | Shaoang Liu            | Hongrie       | 40.526   | Q     |
| 2    | 6     | Ryosuke Sakazume       | Japon         | 40.658   | Q     |
| 3    | 6     | Abzal Azhgaliyev       | Kazakhstan    | 43.388   | ADV   |
| —    | 6     | Pavel Sitnikov         | Russie (OAR)  |          | PEN   |
| 1    | 7     | Hwang Dae-heon         | Corée du Sud  | 40.758   | Q     |
| 2    | 7     | Keita Watanabe         | Japon         | 41.678   | Q     |
| 3    | 7     | Thomas Hong            | États-Unis    | 43.096   |       |
| —    | 7     | Jong Kwang-bom         | Corée du Nord |          | PEN   |
| 1    | 8     | Shaolin Sándor Liu     | Hongrie       | 40.650   | Q     |
| 2    | 8     | Han Tianyu             | Chine         | 40.744   | Q     |
| 3    | 8     | Semion Elistratov      | Russie (OAR)  | 40.829   |       |
| 4    | 8     | John-Henry Krueger     | États-Unis    | 41.008   |       |

### Quarts de finale
Q — qualifiée pour les demi-finales
PEN — Pénalité
| Rang | Quart de finale | Patineuse              | Nationalité  | Temps    | Notes |
| ---- | --------------- | ---------------------- | ------------ | -------- | ----- |
| 1    | 1               | Ren Ziwei              | Chine        | 40.032   | Q     |
| 2    | 1               | Shaolin Sándor Liu     | Hongrie      | 40.471   | Q     |
| 3    | 1               | Denis Nikisha          | Kazakhstan   | 40.806   |       |
| 4    | 1               | Aleksandr Shulginov    | Russie (OAR) | 54.498   |       |
| 5    | 1               | Bartosz Konopko        | Pologne      | 1:10.996 |       |
| 1    | 2               | Wu Dajing              | Chine        | 39.800   | Q     |
| 2    | 2               | Hwang Dae-heon         | Corée du Sud | 40.861   | Q     |
| 3    | 2               | Roberts Zvejnieks      | Lettonie     | 40.904   |       |
| 4    | 2               | Keita Watanabe         | Japon        | 41.354   |       |
| 5    | 2               | Nurbergen Zhumagaziyev | Kazakhstan   | DNF      |       |
| 1    | 3               | Samuel Girard          | Canada       | 40.477   | Q     |
| 2    | 3               | Ryosuke Sakazume       | Japon        | 40.563   | Q     |
| 3    | 3               | Han Tianyu             | Chine        | 1:14.891 |       |
| 4    | 3               | Seo Yi-ra              | Corée du Sud | 1:17.779 |       |
| 1    | 4               | Lim Hyo-jun            | Corée du Sud | 40.400   | Q     |
| 2    | 4               | Daan Breeuwsma         | Pays-Bas     | 40.677   | Q     |
| 3    | 4               | Dylan Hoogerwerf       | Pays-Bas     | 41.007   |       |
| 4    | 4               | Abzal Azhgaliyev       | Kazakhstan   | 41.616   | ADV   |
| —    | 4               | Shaoang Liu            | Hongrie      |          | PEN   |

#### Demi-finales
QA — qualifiée pour la finale A
QB — qualifiée pour la finale B
PEN — Pénalité
ADV — Repêchée
| Rang | Demi-finale | Patineuse          | Nationalité  | Temps  | Notes |
| ---- | ----------- | ------------------ | ------------ | ------ | ----- |
| 1    | 1           | Wu Dajing          | Chine        | 40.087 | QA    |
| 2    | 1           | Samuel Girard      | Canada       | 40.185 | QA    |
| 3    | 1           | Shaolin Sándor Liu | Hongrie      | 40.399 | QB    |
| 4    | 1           | Daan Breeuwsma     | Pays-Bas     | 40.775 | QB    |
| 5    | 1           | Abzal Azhgaliyev   | Kazakhstan   | 40.835 |       |
| 1    | 2           | Hwang Dae-heon     | Corée du Sud | 40.108 | QA    |
| 2    | 2           | Lim Hyo-jun        | Corée du Sud | 40.132 | QA    |
| 3    | 2           | Ren Ziwei          | Chine        | 40.418 | QB    |
| 4    | 2           | Ryosuke Sakazume   | Japon        | 40.434 | QB    |

#### Finale A
| Rang | Patineuse      | Nationalité  | Temps  | Notes |
| ---- | -------------- | ------------ | ------ | ----- |
| 1    | Wu Dajing      | Chine        | 39.584 | WR    |
| 2    | Hwang Dae-heon | Corée du Sud | 39.854 |       |
| 3    | Lim Hyo-jun    | Corée du Sud | 39.919 |       |
| 4    | Samuel Girard  | Canada       | 39.987 |       |

### Finale B
| Rang | Patineuse          | Nationalité | Temps  | Notes |
| ---- | ------------------ | ----------- | ------ | ----- |
| 5    | Shaolin Sándor Liu | Hongrie     | 40.651 |       |
| 6    | Ren Ziwei          | Chine       | 40.694 |       |
| 7    | Daan Breeuwsma     | Pays-Bas    | 40.835 |       |
| 8    | Ryosuke Sakazume   | Japon       | 40.985 |       |